# Witsprietmeldekokermot
De witsprietmeldekokermot (Coleophora adspersella) is een vlinder uit de familie kokermotten (Coleophoridae). De wetenschappelijke naam is voor het eerst geldig gepubliceerd in 1939 door Benander.
De soort komt voor in Europa.